# Une révélation du purgatoire par une femme du XVe siècle
 (décembre 2018).
- Si vous ne connaissez pas le sujet, laissez ce bandeau (vous pouvez alors contacter les auteurs).
- Si vous supprimez le contenu mis en cause (vous pouvez préalablement contacter les auteurs),

argumentez précisément cette suppression dans la page de discussion
(un manque de référence n'est pas un argument ; une recherche réelle de référence doit avoir été effectuée, être formellement documentée).
Une révélation du purgatoire par une femme du XVe siècle est une pièce en moyen anglais de ce qu’on pourrait appeler une littérature chrétienne de l’au-delà. La vision racontée aurait vraisemblablement eu lieu en 1422. Les lieux auxquels renvoie le texte donnent l’indice que le récit se situe dans la ville de Winchester, en Angleterre. L’auteure est inconnue, mais elle a probablement été nonne au couvent bénédictin Nunnaminster, mieux connu sous le nom de St. Mary’s Abbey.

## Résumé
Le récit de la femme inconnue, écrit tel que raconté à un confesseur, s’étale sur trois nuits et porte sur quatre visions. La première vision a lieu la nuit de la Saint-Laurent (10 août), entre neuf heures et dix heures. Comme « saisie et portée au purgatoire », la narratrice voit « trois grands feux » qualifiés de « merveilleux et horribles ». Dans le plus grand des feux, elle voit souffrir des chrétiens de toutes castes. Les douleurs qui leur sont infligées, la femme qui dit avoir eu auparavant des visions de l’au-delà les reconnaît. Elle reconnaît aussi une religieuse nommée Margaret qui vient à elle et qu’on devine avoir été la collègue de l’auteure à Nunnaminster.
À dix heures, la femme se réveille. Elle et une petite fille l’accompagnant récitent alors de pieux textes (Psaumes pénitentiels, Litanies, Agnus Dei) jusqu’à ce que le sommeil les gagne de nouveau, à onze heures. Aussitôt endormie, la femme revoit l’esprit de Margaret, blessée de toutes parts, suivie d’un petit chien et d’un petit chat « tout de flammes», le cœur produisant des étincelles et de la bouche sortant une flamme. Margaret veut l’aide de la femme afin que se terminent plus prestement ses souffrances dans le purgatoire. Pour ce faire, la femme doit demander à des individus en particulier de réciter messes et prières (entre autres, Miserere, Veni creator, Salue sancta parens, Gaudeamus) selon certaines formalités et à des moments donnés. Elle le fera dès le lever. 
La nuit suivante, la femme voit en détail les souffrances de Margaret et d’autres dans le plus grand feu. Le châtiment de Margaret a lieu en sept étapes qui correspondent aux sept péchés capitaux. Un diable par péché lui inflige ses tourments. La femme voit aussi, lors de cette vision, les souffrances d’hommes et de femmes, « laïcs et religieux, mariés et célibataires ». Ses châtiments dans le plus grand feu terminés, Margaret revient vers la visionnaire et la remercie de l’aide procurée; l’intercession pratiquée par les gens à qui la visionnaire a transmis le message de Margaret a eu pour effet de raccourcir la peine de cette dernière. Margaret explique à la visionnaire que les étincelles que produisait son cœur et la flamme qui sortait de sa bouche étaient dues à des serments qu’elle aurait faits de son vivant et qui ont troublé Dieu. Elle explique aussi que le chien et le chat de flammes qui lui rongeaient les membres étaient la marque de son idolâtrie pour ses créatures lors de sa vie sur Terre. Or maintenant ses tourments dans le plus grand feu sont achevés. Elle apprend à la visionnaire qu’elles se reverront une dernière fois afin qu’elle la voie traverser les deux autres feux du purgatoire. Margaret dit au revoir.
La nuit suivante, la dernière vision a lieu. Les blessures de Margaret sont toutes refermées et son cœur ne produit plus d’étincelles et de sa bouche ne sort plus de flamme. Cependant, Margaret est « noire comme du plomb ». Un diable la jette et la fait frire dans le feu du milieu. Ensuite, il le lui fait traverser jusqu’au troisième feu. La traversée du troisième feu, plutôt que de la brûler, semble la laver. À la suite de sa sortie du troisième feu et de quelques considérations sur la purgation des péchés, paraît une dame qu’on devine être Sainte Marie Mère de Dieu. Marie est suivie par un jeune homme qu’on devine être le Christ par le fait qu’elle le nomme « fils » et par le mariage de ce dernier avec Margaret. Car on sait les couvents ou monastères de femmes teintées du désir que des femmes vierges des premiers temps du christianisme ont eu d’une union maritale avec le Christ. A lieu alors un débat avec le diable afin de savoir si la peine de Margaret est vraiment purgée. Il en résulte une réponse positive. Margaret a donc droit de passage sur le pont menant au paradis terrestre où elle se mariera avec le jeune homme.

## Manuscrits
La Révélation provient de trois manuscrits dont aucun ne contient le texte original.
- Longleat MS. 29 date du deuxième quart du XVe siècle. Il est un recueil de travaux latins et anglais de 169 feuilles de vélin, divisé en quatre livres. Le dernier livre contient le récit de la femme inconnue. Le scribe de (L) aurait été d’origine irlandaise.
- Thornton Manuscript date aussi du deuxième quart du XVe siècle. Son scribe est Robert Thornton (d. 1465). Ce manuscrit est une anthologie de travaux séculaires, religieux et médicaux. Une page de la Révélation y manque. On pense qu’elle fut arrachée parce que la description qu’elle contenait de la souffrance des prêtres fut jugée offensante. La Révélation y serait une traduction en dialecte nordique.
- Bodleian MS. Eng. th. c. 58 date possiblement du troisième quart du XVe siècle. Il ne contient qu’un fragment du récit. Sa langue s’apparente à un dialecte du sud du Midland.

Pour ce qui est de la chaîne de transmission du texte, Marta Powel Harley suggère que (L) serait une version dérivée de l'originale perdue et que (T) et (B) seraient tous deux des versions dérivées d'un manuscrit perdu, lui-même dérivé du manuscrit original.

## Religion et femmes
Helen Jewell, dans son livre Women in medieval England, émet des doutes quant à l’idée que la connaissance religieuse avait été également répartie entre hommes et femmes au Moyen Âge, en Angleterre : « Même les petites communautés juives, qu’on suspecterait d’avoir une meilleure emprise sur leurs croyants, exigeaient une moindre compréhension de la part des femmes. » Chose certaine est qu’après la Réforme, on remarque que les représentants des deux sexes, dans les régions recluses de l’Angleterre, montrent de sérieuses lacunes en ce qui concerne leurs connaissances religieuses. L’auteure de la Révélation ne vivait pas dans une région recluse de l’Angleterre, mais s’il est vrai que l’Église exigeait des femmes une connaissance moindre de la religion, on s’explique alors peut-être mieux les nombreuses questions posées à Margaret : « Je lui demandai pourquoi […] avait-elle pleuré sur Notre Dame [Marie] plutôt que sur Dieu Tout Puissant ou n’importe quel autre saint. Alors elle dit, "Évidemment parce qu’elle est à la tête de tous les saints excepté Dieu"[...] » Marie est mère et fille de Dieu et on s’attend à ce que son intercession auprès de Dieu soit particulièrement puissante. Cela est évident pour qui a une éducation religieuse quelque peu poussée. Il y a donc peut-être raison de penser que la Révélation était un outil didactique adressé par une femme aux femmes.
Seulement des doutes ont été émis sur les connaissances des femmes dites profondes ou pas en matière de religion. Dans un autre ordre d’idées, une autre condition de la femme, plus précisément de la religieuse médiévale, est décelable dans la Révélation. Et cela, peut-être plus clairement que la précédente. Helen Jewell relève dans les milieux religieux féminins d’Angleterre une obsession avec « la pureté sexuelle et une peur aiguë du viol ». C’est que, dit-elle, dans toute l’histoire des couvents médiévaux, le viol de religieuses par des hommes ne fut pas chose occasionnelle. Sachant que l’auteure était nonne, il y a fort probablement un lien entre cette réalité et ce qu’on trouve dans la Révélation. Les gens de religion y sont montrés comme les plus souffrants à cause de leur luxure, péché qui semble avoir été le plus commis, raconte la visionnaire. « Prenez cela pour avoir malmené ces femmes […] », disent les diables occupés à torturer les prêtres. Notons qu’il y a peut-être, au XXIe siècle, à tirer leçon de cette condition des religieuses. Car celle-ci jure avec une vision stéréotypée que l’on peut avoir du viol. Soit, celle selon laquelle un viol impliquerait nécessairement une brutalité presque guerrière. À ce propos, Claude Gauvard explique que parmi les violences que l’on imagine générées par la caste guerrière au Moyen Âge, « Le viol est souvent fictif ». C’est dire que le viol sait se faire plus insidieux qu’on peut le croire, qu’il a lieu le plus souvent, vraisemblablement, dans la sphère privée que dans une brutalité affirmée. La preuve en est qu’il semble davantage craint au sein de lieux de chasteté que lors de victoires guerrières. Notons pour clore ce propos, qu’en France en 2016, on signale que « [d]ans 90% des cas [de viol relevées dans une enquête], les victimes connaissent leur agresseur[, que] 58% des viols sont perpétrés dans le couple et, pour les mineurs, 53% au sein du cercle familial[, que p]lus de la moitié des sondés [lors de l’enquête] (55%) jugent à tort que l'espace public est le plus dangereux. »
Autre élément sur les femmes au Moyen Âge : le fait que la protagoniste de la Révélation dit avoir eu auparavant des visions de l’au-delà. « Cela [,commente Robert Easting,] est typique de beaucoup de visions de femmes de la fin du Moyen Âge. »

## Géographie du purgatoire
Eileen Gardiner, à la suite de son résumé de la vision, fait remarquer que le texte offre très peu de descriptions géographiques. On en trouve peut-être la raison dans les recherches de Jacques Le Goff. Le Goff explique que le temps historique est linéaire pour les médiévaux, qu’il va vers un but. Soit la fin du temps lui-même, la fin du monde matériel et la communion des âmes avec Dieu ou la damnation dépendamment de si l’on fut « bon » ou « mauvais » sur Terre. L’une des premières questions qui furent posées lors des débuts du christianisme fut celle-ci : où vont les âmes dans « l’intervalle entre la mort […] et la résurrection suprême »? « D’où l’extraordinaire travail pour se représenter les "lieux" de l’au-delà», dit Le Goff. L’enfer implique des souffrances physiques puisque les pécheurs ont cru davantage aux bienfaits du monde qu’à ceux de l’au-delà. Et on se l’imagine sous terre. Le paradis, lui, est « céleste, ineffable : on suggère ainsi un espace et un temps aussi libérés d’eux-mêmes qu’il est possible de l’exprimer lorsque l’on use d’images. » Cependant, le purgatoire est plus difficile à symboliser puisqu’il est un espace intermédiaire et qu’en plus, il institue un temps dans l’au-delà : celui de la purgation. À ce propos, Margaret dit bien : « Que Dieu te récompense, toi et tous mes bienfaiteurs qui avez accéléré le court de mes souffrances. »
Le purgatoire fut donc une question délicate pour les médiévaux. Robert Easting pense, et cela se vaut pour enfer, paradis et purgatoire, qu’il n’est pas surprenant de voir maints appels aux sens dans les visions de l’au-delà. Car le rappel de la vie après la mort, pour les médiévaux, est à la fois source d’angoisse et d’espoir. User d’un pathos sensible, c’est alors rappeler le lien intime, la non-séparation des morts et des vivants dans la société médiévale. Les cinq sens sont d’ailleurs évoqués dans la Révélation du Purgatoire : une odeur nauséabonde émane du plus grand feu, les souffrances associées au toucher sont multiples, l’intensité du rugissement des diables est décrite et on insiste sur l’amertume qu’inspirent les punitions. Aussi, Easting écrit : « […] le purgatoire fut pensé par plusieurs comme omniprésent. » Il semble que ce fut l’idée que l’auteure de la Révélation avait du purgatoire qui chez elle se divise en trois instances. La première est le purgatoire général de la droiture, celui qui est montré à la visionnaire. La deuxième est le purgatoire de la pitié, celui de « la maladie et des grandes tribulations dans le monde et à travers la contrition [...] » La troisième est le purgatoire de la grâce, celui des âmes souffrant au lieu même où elles ont péché et en quête d’aide des vivants. 
Quelques descriptions que l’on pourrait qualifier de géographiques sont insérées dans la Révélation. Le purgatoire général de la droiture est une traversée de trois feux bout à bout. L’un est le plus grand, celui où l’on purge les péchés mortels et dont les peines sont aussi douloureuses qu’en enfer, à part qu’en enfer, on y est pour l’éternité. Celui du milieu est celui des péchés mineurs. L’autre, ambré, est celui qui nettoie définitivement l’âme. Margaret le traversant est décrite comme devenant de plus en plus claire, au point d’en devenir blanche. L’âme qui doit subir les peines du plus grand feu passera nécessairement par les deux autres par la suite. Et l’âme qui n’a qu’à subir les peines du feu du milieu passera nécessairement par le feu ambré. Toutes les âmes passent par ce dernier. Au bout du chemin se trouve un pont menant au paradis terrestre. 

## Transtextualité
L’auteure de la Révélation a fort probablement eu accès à une collection d’écrits. Lire la Révélation peut faire penser à cette affirmation qui date du XIIe siècle : « Nous sommes comme des nains sur des épaules de géants. Nous voyons mieux et plus loin qu’eux, non que notre vue soit plus perçante ou notre taille plus élevée, mais parce que nous sommes portés et soulevés par leur stature gigantesque ». Car les éléments repris d’autres textes sont très nombreux. Beaucoup de ces hypotextes sont d’ailleurs antérieurs à l’invention du terme « purgatoire ». À ce propos, Easting explique :
Les visions de l’au-delà suivent une tradition et sont cumulatives. Elles ressassent des images bien connues […], pas seulement parce que les visionnaires eux-mêmes sont familiers avec de précédents textes ou descriptions et que leur imagination les pousse à les reprendre, mais aussi parce que ces images, du fait qu’elles sont similaires à de précédents témoignages, rendent vraisemblable une vision.
Easting dénombre deux grands types de vision de l’au-delà. L’un implique un voyage tel que dans l’Apocalypse de Paul. L’autre met en scène l’apparition d’un esprit du purgatoire demandant qu’on lui vienne en aide. L’on serait porté à croire que la Révélation appartient au deuxième type, mais ce serait oublier ce passage : « […] il sembla que je fus saisie et portée au purgatoire ». Force est d’avouer que le verbe « sembler » rend ambiguë l’effectivité du voyage. Cette ambiguïté fut peut-être recherchée par l’auteure. La Révélation semble à cheval entre les deux types et en cela est bel et bien à caractère cumulatif.
Avec les trois feux, parmi lesquels deux peuvent être évités si on a été assez « bon » de son vivant, l’idée de catégories de pécheurs est bien représentée. C’est une idée qui fut abordée dès Saint Augustin. Ce dernier suppose qu’en attendant le jugement dernier les âmes se divisent en trois catégories. D’abord il y a celles qui ont été tout à fait bonnes et qui ont mérité le repos. Ensuite, il y a les âmes qui ont été tout à fait mauvaises et qui n’ont mérité aucune aide des vivants. Celles-ci sont condamnées à souffrir. Finalement, il y a les âmes qui n’ont pas été assez bonnes pour mériter le repos, mais qui n’ont pas été assez mauvaises pour ne pas mériter le soulagement par les prières des vivants.
Le motif récurrent le plus évident que l’on retrouve dans la Révélation est celui du feu. Chez Grégoire le Grand, on envisage que l’âme puisse être lavée de ses péchés par un « feu purifiant ». De plus, Grégoire imagine un feu infernal unique, mais qui « ne supplie pas tous les pécheurs uniformément. Pour chacun la douleur pénale se mesure aux exigences de la faute. » Cette idée du feu qui purifie et qui brûle selon le degré de péchés commis se trouve également chez Bède : « Ce que tu n’as pas allumé ne te brûlera pas. »
Pour finir cette liste incomplète, la Révélation entretient encore une familiarité avec les Dialogues de Grégoire le Grand par le motif du pont qui chez lui est mince et représente la facilité avec laquelle on peut s’écarter du chemin de Dieu.

## Intercessions
Avec la question de savoir où vont les âmes entre le moment de la mort et le jugement dernier vient celle des fonctions des prières et des messes. Tôt naît l’espoir « que les âmes des défunts […] soient soulagées par les prières […] ou des aumônes ». Cette croyance s’institue dès le IIIe siècle, entre autres dans la Passion de Perpétue. Cela, même si la notion de purgatoire en tant que « troisième lieu » de l’au-delà n’apparaît, selon Le Goff, qu’au XIIe siècle. Cette croyance donne lieu à ce qui caractérise tout le Moyen Âge, soit, pour reprendre une idée de Le Goff, une véritable solidarité entre les vivants et les morts. Il est à remarquer que cette solidarité n’est pas exempte de la Révélation. Non seulement Margaret demande l’aide de la visionnaire, mais elle émet le désir que son histoire soit racontée afin que soient encouragés les vivants à faire pénitence avant la mort. Aussi, il est à noter que le l’origine du mot « religion » viendrait possiblement du latin religare voulant dire « lier ».
À partir de la fin du XIIe, le testament est en vogue. C’est alors que dans la documentation nécrologique émerge une tendance à inscrire des offices particuliers pour après la mort. Peut-être cette forme testamentaire s’est-elle a eu une influence sur la plume de la femme inconnue, car la liste des offices que demande Margaret est pourvue de beaucoup de formalités.